# Food City (K-VA-T)
Food City er en amerikansk supermarkedskæde med 153 butikker i Alabama, Georgia, Kentucky, Tennessee og Virginia. Den er ejet af K-VA-T Food Stores, Inc., en privatejet virksomhed. headquartered in Abingdon, Virginia. K-VA-T Food Stores ejer Food City Distribution Center, et distributionscenter der blev etableret i 1974 og fik helt ejerskab over i 1998.